# 梅亦龙
梅亦龙（1942年—），女，江西南城人，中华人民共和国政治人物，曾任江西省政协副主席，第九届全国政协委员。